# 이선 호바스
이선 셰이 호바스(영어: Ethan Shea Horvath, 1995년 6월 9일 ~ )는 미국의 축구 선수로 현재 잉글랜드 EFL 챔피언십의 클럽 카디프 시티에서 활약하고 있다. 포지션은 골키퍼이다.